# Englischer Friedhof Haydarpaşa

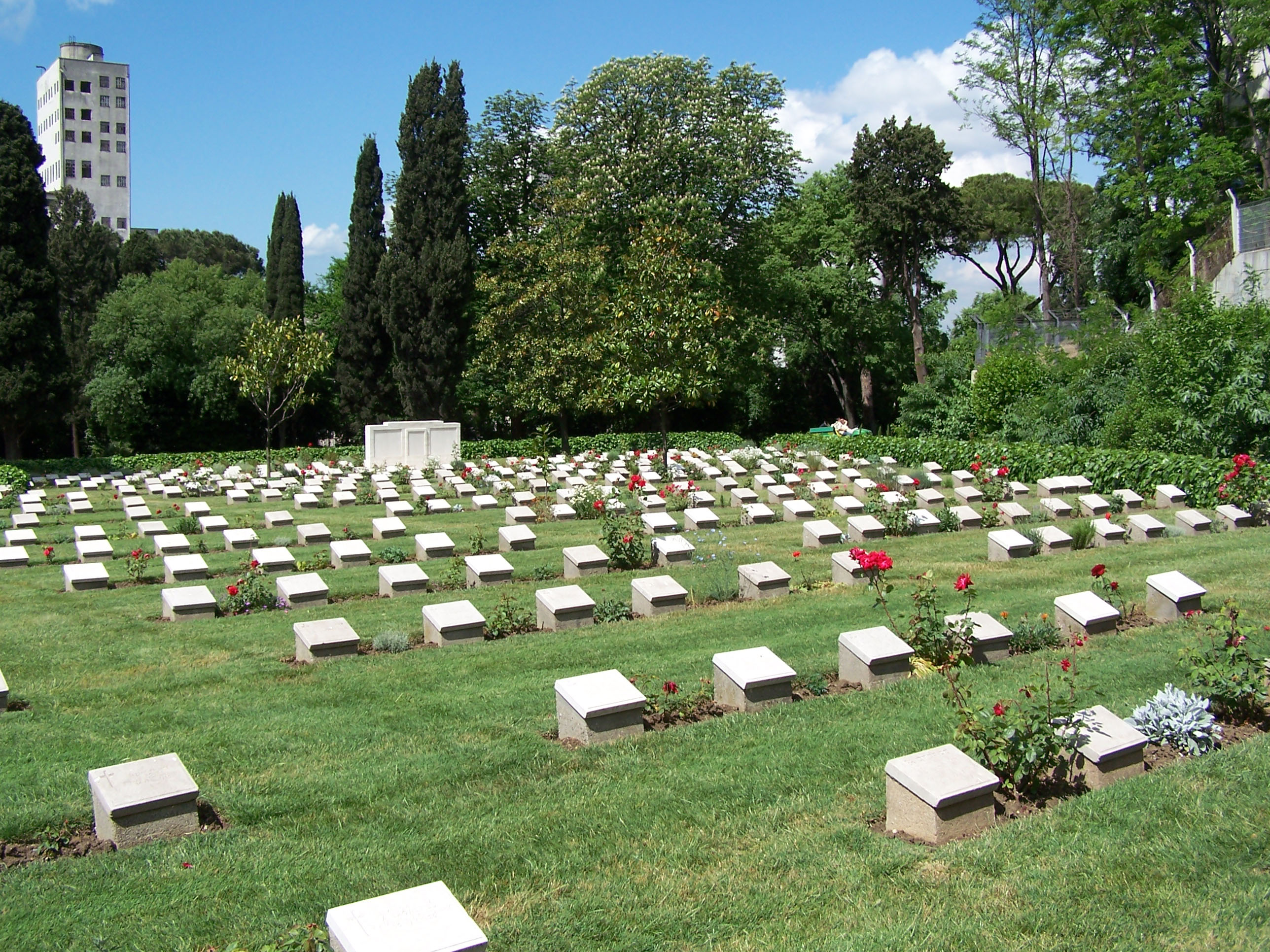
Gräberfeld auf dem Friedhof Haydarpaşa

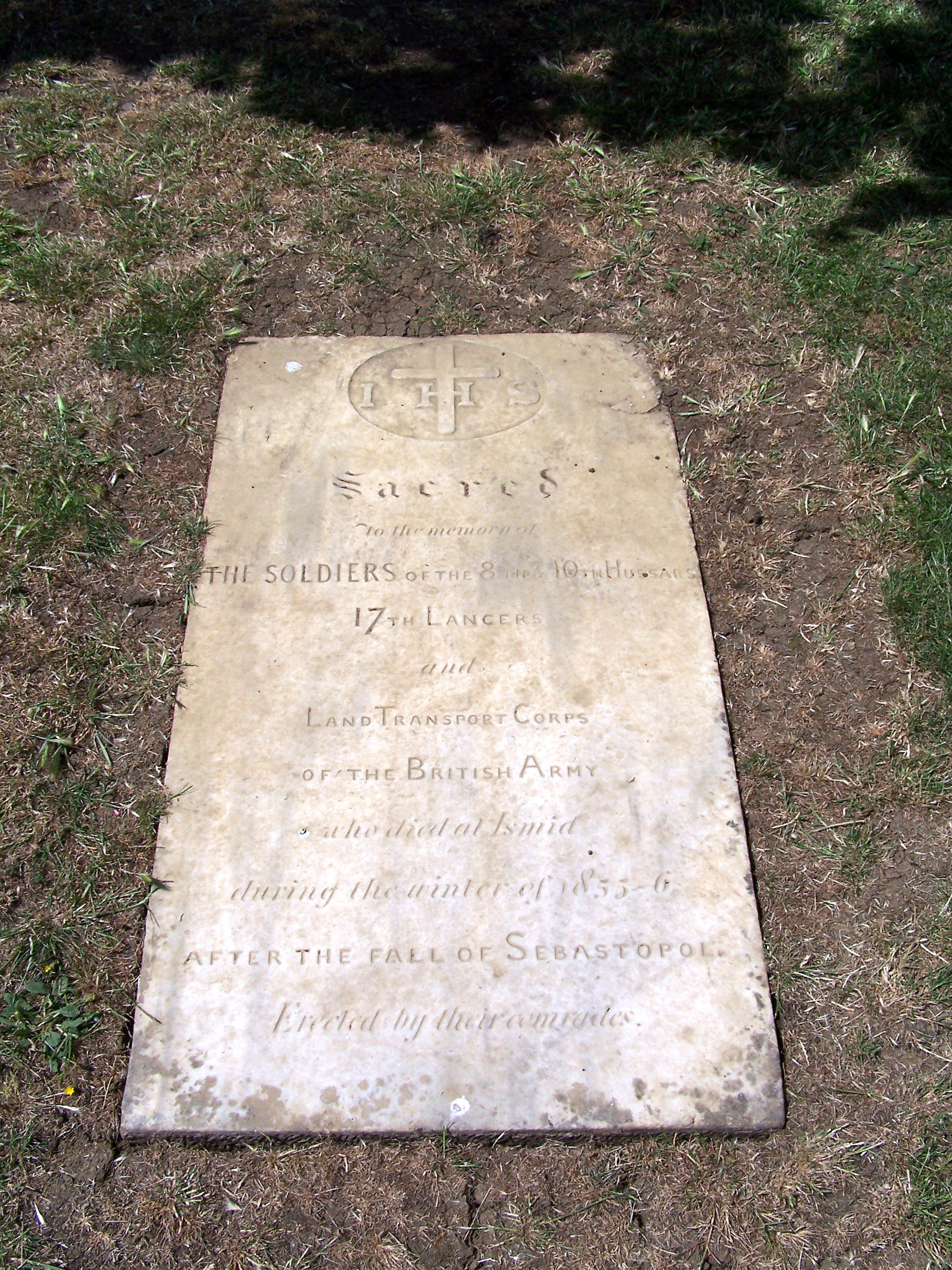
Gedenkstein für die britischen Gefallenen des Krimkrieges

Der englische Friedhof Haydarpaşa, auch englischer Friedhof Haidar Pascha, (türkisch Haydarpaşa İngiliz Mezarlığı) ist ein Friedhof im Istanbuler Stadtteil Haydarpaşa im Stadtbezirk Üsküdar auf der asiatischen Seite des Bosporus. Der Friedhof wurde 1855 für gefallene britische Soldaten des Krimkrieges (1854–1856) errichtet. Auf dem Friedhof wurden auch Soldaten des Commonwealth aus den beiden Weltkriegen bestattet sowie Zivilpersonen mit britischer Nationalität.

## Lage
Der Friedhof liegt im asiatischen Teil Istanbuls im Stadtbezirk Üsküdar zwischen dem Hafen Haydarpaşa und dem Militärkrankenhaus der Stadt. Das langgestreckte Gelände besteht aus zwei großen Landstücken, die sich in Nordwest-Südost-Richtung erstrecken und durch einen schmalen Abschnitt ohne Bestattungen in der Mitte verbunden sind. Das Friedhofsgelände ist auf der Seeseite von einem Eisenzaun und auf der Landseite von einer Mauer umgeben. An der Mauer befinden sich ein Haupttor nach Norden und ein Nebentor nach Süden. Auf der rechten Seite des Haupteingangs des Friedhofs befinden sich die Häuser der Friedhofsbeamten und auf der linken Seite das Denkmal des Krimkrieges.

## Geschichte

### Gräberfelder des Krimkrieges
Der Friedhof wurde für britische Soldaten des Krimkrieges angelegt, von denen die meisten aufgrund einer Cholera-Epidemie in einem der ersten Militärkrankenhäuser von Florence Nightingale gestorben waren. Mehr als 6.000 Soldaten starben während des Krieges in der Selimiye-Kaserne in Istanbul, die als Militärkrankenhaus genutzt wurde. Die Gräber der Toten, von denen nur wenige persönlich zugeordnet sind, wurden auf zwei getrennten Grundstücken auf einem Hügel in der Nähe des Marmarameers neben dem Militärkrankenhaus angelegt. Das Land gehörte zuvor dem Sultan und wurde der britischen Regierung 1855 geschenkt. Die beiden unabhängigen Grundstücke wurden 1867 durch eine zweite Schenkung eines weiteren Grundstücks miteinander verbunden. Die Gestaltung entspricht der Zeit des viktorianischen Zeitalters.

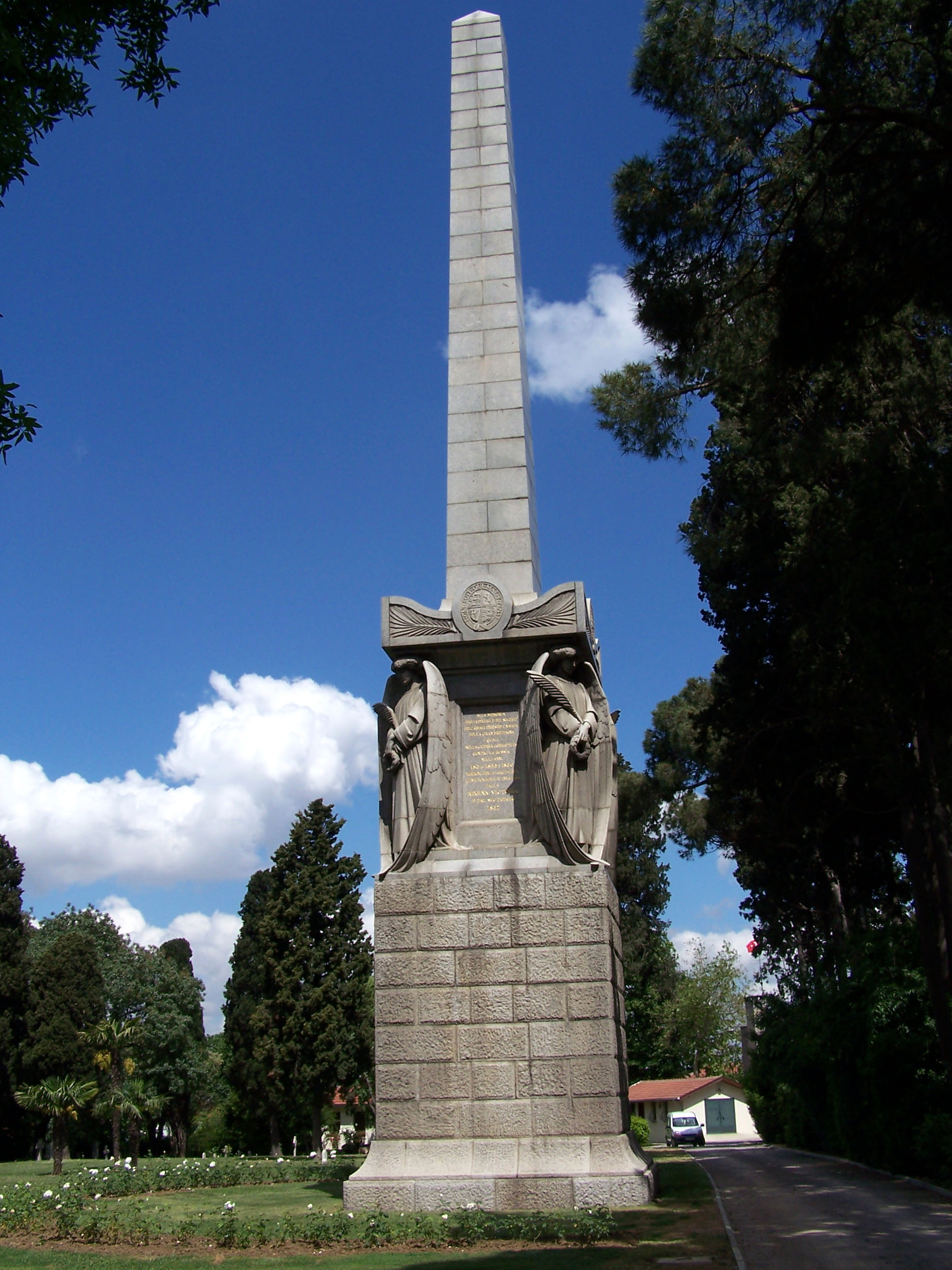
Denkmal für die gefallenen britischen Soldaten des Krimkrieges

Im Jahr 1857 ließ Queen Victoria (1819–1901) auf dem Friedhof einen Obelisken errichten, um an die britischen Soldaten des Krimkrieges zu erinnern. Eine Bronzeplakette, die von der britischen Gemeinschaft in der Türkei gestiftet worden war, wurde 1954 am Empire Day am Sockel des Denkmals in Erinnerung an den 100. Geburtstag von Florence Nightingale angebracht und soll an ihre Tätigkeit in der Region erinnern:
„To Florence Nightingale, whose work near this Cemetery a century ago relieved much human suffering and laid the foundations for the nursing profession.“
(dt. Übersetzung: „Für Florence Nightingale, die vor einem Jahrhundert nahe dem Friedhof gearbeitet hat, viel menschliches Leid erleichterte und den Grundstein für den Pflegeberuf legte.“)
Ein weiteres Denkmal auf dem Friedhof ist eine symbolisch zerbrochene Säule in Erinnerung an deutsche Infanterieoffiziere, die auf der Krim gefallen sind. Außerdem steht auf dem Gelände ein britisches Denkmal, das 1855 auf dem Krimkriegfriedhof Therapia (heute Tarabya im europäischen Teil Istanbuls) stand und später zusammen mit den Gräbern von 18 Personen der Royal Navy und der Royal Marines, die in einem Militärkrankenhaus in Therapia gestorben waren, nach Haydarpaşa transloziert wurde.
Bis 1925 war die britische Regierung für den Unterhalt und die Verwaltung des Friedhofs zuständig. Seither kümmert sich die Commonwealth War Graves Commission im Auftrag der Regierung um die Pflege der britischen Kriegsgräber.

### Gräber der Weltkriege
Es gibt auf dem Friedhof etwas mehr als 400 Gräber von Militärpersonal aus dem Ersten Weltkrieg, die in der Türkei hauptsächlich als Kriegsgefangene oder während der Besetzung von Istanbul (1918 bis 1923) nach dem Waffenstillstand von Moudros gestorben waren.
Auf dem Friedhof befinden sich zwei weitere Denkmäler des Ersten Weltkriegs, von denen eines die Namen von etwas mehr als 200 Soldaten des Vereinigten Königreichs und Britisch-Indiens trägt, die in verschiedenen Teilen Russlands oder an den Grenzen der Türkei gefallen waren und deren Grabstätten nicht unterhalten werden konnten. Das andere Denkmal ist den Soldaten der indischen Armee gewidmet, die zwischen 1919/20 in den Kriegsgefangenenlagern in der Südtürkei in der Nähe von Adana starben und auf den indischen Friedhöfen in Maslak und Osmaniye beigesetzt wurden. Als diese Friedhöfe 1961 nicht weiter gepflegt werden konnten, wurde die Erde mit der Asche der hinduistischen Männer nach Istanbul gebracht und in der Nähe des Denkmals verstreut, während die Überreste ihrer muslimischen Kameraden umgebettet werden konnten.
Zusätzlich zu den Bestattungen des Ersten Weltkriegs befinden sich auf dem Haydarpaşa-Friedhof die Gräber von 38 Soldaten der Royal Navy und der Royal Air Force sowie eines Piloten der First Australian Imperial Force, die während des Zweiten Weltkriegs an den Grenzen der damals neutralen Türkei getötet wurden.

### Zivile Bestattungen
Seit 1867 wurden mehr als 700 Zivilisten in einem separaten Bereich innerhalb des Friedhofs beigesetzt. Während die Grabstein für die britischen Soldaten schlicht gehalten sind, wurden die Gräber für Zivilpersonen oft aufwendig gestaltet. Unter ihnen befindet sich das Grab von Sir Edward Barton, der zwischen 1588 und 1596 als britischer Botschafter von Königin Elizabeth I. von England (1533–1603) an der Hohen Pforte des Osmanischen Reiches diente. Er starb 1598 auf der Insel Heybeliada im Marmarameer, seine sterblichen Überreste wurden später hierher gebracht. Außerdem steht auf dem Friedhofsgelände ein Mausoleum in der Form eines Tempels im neoklassizistischen Stil zur Erinnerung an Nicholas Roderick O’Conor, den britischen Botschafter im Osmanischen Reich von 1898 bis 1908.
Außerdem befinden sich in diesem Bereich einige Gräber von Militärangehörigen, die außerhalb der beiden Weltkriege gestorben sind.

## Bestattete Persönlichkeiten
- Marian Langiewicz (1827–1887), polnischer Aufständischer und Anführer des Januaraufstandes von 1863.